# Ачит
Ачи́т (рос. Ачит) — селище міського типу, центр Ачитського міського округу Свердловської області.
Населення — 4948 осіб (2010, 5120 у 2002).